# Seriola rivoliana
La ricciola oceanica (Seriola rivoliana Valenciennes, 1833), conosciuta anche come ricciola falcata è un pesce di mare della famiglia Carangidae.

## Distribuzione e habitat
Si tratta di un pesce tropicale e subtropicale presente in tutti i mari caldi; nell'Oceano Atlantico orientale ed è relativamente frequente lungo le coste portoghesi. Una cattura in mar Mediterraneo è riportata per l'isola di Lampedusa e non è escluso che, in seguito alla tropicalizzazione di questo mare si possa ritrovare altrove.

Ha uno stile di vita pelagico d'alto mare, si avvicina alla costa solo nei pressi di coste alte, dove l'acqua è molto profonda.

## Descrizione
Simile alla ricciola (Seriola dumerili) ma con corpo nettamente più alto. Il lobo all'inizio della seconda pinna dorsale è molto più alto che nella congenere.

Una fascia obliqua scura o nera ben visibile attraversa l'occhio. Il colore è grigiastro sui fianchi, più scuro, talvolta con riflessi dorati, il dorso e biancastro il ventre. I giovani hanno 7 bande scure sul corpo.

Raggiunge 1,2 metri di lunghezza.

## Biologia
Di solito in gruppi poco numerosi, gli adulti possono essere solitari.

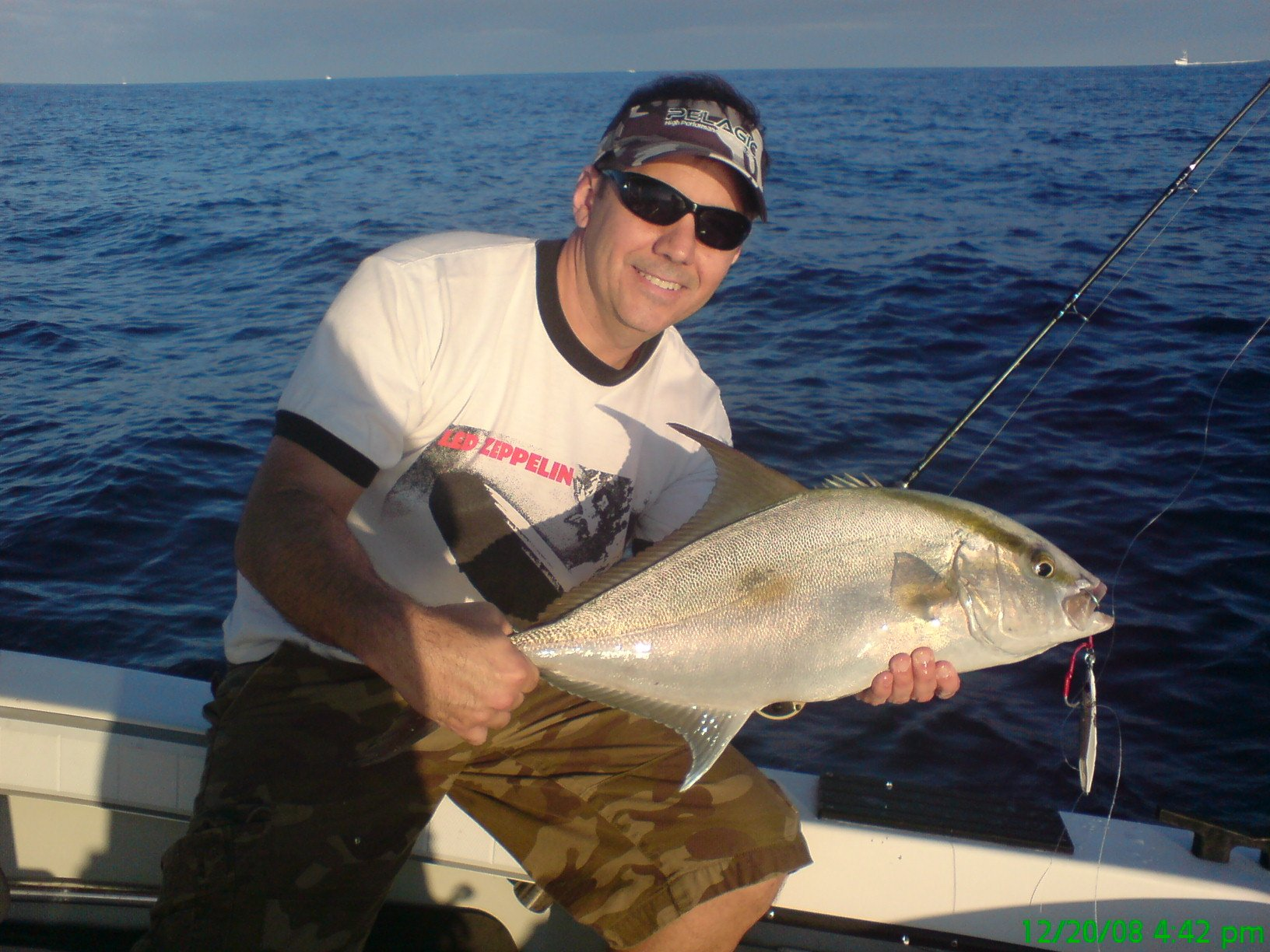